# Pieve di Soligo
Pieve di Soligo település Olaszországban, Veneto régióban, Treviso megyében. Lakosainak száma 11 535 fő (2023. január 1.). Pieve di Soligo Cison di Valmarino, Follina, Sernaglia della Battaglia, Susegana, Farra di Soligo és Refrontolo községekkel határos.

## Népesség
A település népességének változása:
| Lakosok száma | 12 060 | 12 057 | 11 535 |
|               | 2017   | 2018   | 2023   |